# Los Poderosos Vengadores
Los Poderosos Vengadores (en inglés The Mighty Avengers) es una serie de cómics publicada por Marvel Comics, originalmente escrita por Brian Michael Bendis y dibujada por Frank Cho. La primera versión del equipo está liderada por Iron Man y Ms. Marvel. La segunda versión tiene como líder a Henry Pym y la tercera a Luke Cage y Monica Rambeau.

## Biografía ficticia del grupo
La historia comienza cuando Iron Man le muestra a Miss Marvel el nuevo portaaviones de S.H.I.E.L.D., diseñado con los clásicos colores de Iron Man, rojo y amarillo. Le confiesa que le gustaría crear un grupo de Vengadores, con ella como líder. Los integrantes de la primera etapa son: Iron Man, Ms. Marvel, Wonder Man, Avispa, Viuda Negra, Sentry, Ares y la reina Skrull haciéndose pasar por Spider-Woman. Todos residentes en la ciudad de Nueva York y registrados como parte de la Iniciativa de los cincuenta estados.

### World War Hulk
Durante la guerra mundial de Hulk el grupo actúa por separado:
- Iron Man pelea en su HulkBuster contra Hulk.
- Ares, Wonderman, Ms.Marvel ayudaron en la evacuación
- Sentry peleó al final contra Hulk tratando de controlarlo pero es Sentry quien pierde el control siendo Hulk quien lo calma empatando y convirtiéndolo por un segundo

### Invasión Secreta
Iron Man detecta una nave espacial de origen Skrull dirigiéndose hacia la tierra salvaje pero su equipo está separado, mientras Viuda Negra prepara el Quinjet es robado por los Nuevos Vengadores. Iron Man enojado prepara otro pero llegan después que el otro grupo justo cuando están a punto de pelear Wolverine les dice que la nave Skrull se va a abrir...
- Sentry es engañado por los Skrull y escapa porque cree que él provocó todo
- Ms.Marvel es enviada por IronMan a Nueva York para protegerla
- IronMan es engañado por SpiderWoman que resulta ser la reina Skrull diciéndole que es un skrull
- Black Widow hace entrar en razón a IronMan
- Ares, Avispa y Wonderman están desperdigados por la tierra salvaje
- Avispa muere debido a que el skrull que se estaba haciendo pasar por Henry Pym le entregó hace meses un suero para hacerla crecer, en realidad ese suero era una bomba, esto se vio en Secret Invasion #7. Avispa está irradiando algún tipo de radiación. Totalmente descontrolada. Agigantándose a cada segundo. El plan de los Skrulls parece funcionar, matando a Skrulls y humanos por igual.  Thor decide actuar. No ve otra salida. Mediante Mjolnir, crea un vórtice que se traga a Janet. Antes, promete venganza por su muerte. De nada sirven intentos de ayuda de otros amigos. Janet, en principio y a efectos legales, ha muerto.

### Reinado Oscuro
Tras la disolución de S.H.I.E.L.D. el grupo original se separa. Loki, haciéndose pasar por la Bruja Escarlata, y Henry Pym, ahora bajo la identidad de Avispa, reúnen un nuevo grupo que actúa fuera de Estados Unidos y de la jurisdicción de H.A.M.M.E.R. y que está integrado por U.S. Agent, Yocasta, Hércules, Amadeus Cho, Iron Man y Visión y Estatura de los Jóvenes Vengadores.

### Infinito
Durante la invasión de Thanos a la tierra en el arco argumental Infinito, la mayoría de vengadores se encuentran fuera de la tierra. Cuando la ciudad de Nueva York es atacada un grupo de héroes se reúnen para defenderla. Toman el nombre de Poderosos Vengadores al conocer que son llamados así en un popular hashtag que está siendo utilizado en Twitter.
Este grupo está formado por varios miembros del recientemente desíntegrado grupo de Héroes de Alquiler, Luke Cage, Tigre Blanco y Power Man junto a Monica Rambeau, Blue Marvel, Superior Spider-Man y Ronin (inicialmente Spider-Héroe). Posteriormente se unen She-Hulk y Falcon.

## Miembros
Equipo Original
- Ms. Marvel (Líder)
- Iron Man
- Wonder Man
- La Avispa
- Viuda Negra
- Sentry
- Ares
- Veranke, reina skrull, haciéndose pasar por Spider-Woman.

Reinado Oscuro
- Ant-Man (Líder)
- La Avispa
- Hércules
- Amadeus Cho
- Yocasta
- U.S. Agent
- Estatura
- Joven Visión
- Quicksilver
- Loki haciéndose pasar por La Bruja Escarlata

Infinito
- Luke Cage (Líder)
- Tigre Blanco
- Power Man
- Monica Rambeau
- Blue Marvel
- Superior Spider-Man
- Ronin
- She-Hulk
- Falcon

## Otros medios

### Televisión
- Aparecen en la tercera temporada de Avengers Assemble.
  - En el episodio 24, "Guerra Civil, parte 2: Los Poderosos Vengadores", cuando Los Vengadores se han desvinculado con Truman Marsh siguiendo la "Ley de registros de inhumanos", este ensambla a Ant-Man, Pantera Negra, Capitána Marvel, Ms. Marvel, Hulk Rojo, Songbird y Visión como Los Poderosos Vengadores, donde aparecen por primera vez para salvar a los astronautas en una cápsula espacial fuera de control. Luego son enviados a las instalaciones donde los soldados de HYDRA dirigidos por el Barón Strucker están tratando de robar un exo-traje. Los Poderosos Vengadores luchan junto a Los Vengadores y derrotaron al Barón Strucker. Más tarde, Los Poderosos Vengadores luchan contra Los Vengadores, cerca de la cabaña de troncos donde Iso, Flint y Haechi se esconden. Durante la batalla, los defectos de Songbird hace que se una a Los Vengadores.
  - En el episodio 25, "Guerra Civil, parte 3: Los tambores de guerra," Los Poderosos Vengadores unen sus fuerzas con Los Vengadores. Cuando ambos equipos se enfrentan a Truman Marsh, descubren de que él es en realidad Ultron disfrazado.
  - En el episodio 26, "Guerra Civil, parte 4: La revolución de Los Vengadores", Los Poderosos Vengadores y Los Vengadores luchan contra las fuerzas de Ultron mientras trabajan para liberar a los Inhumanos del control mental de Ultron. Al final del episodio Los Poderosos Vengadores son vistos limpiando el desorden, enterrando los robots de Ultron y recogiendo los escombros.